# 天門 (作曲家)
天門（1971年—），本名為白川篤史（日语：白川 篤史），專職日本電腦遊戲及動畫音樂的作曲家。出生於東京都。

## 簡介
1990年，加入日本Falcom，並協助公司製作著名遊戲系列《Brandish 撼天神塔系列》及《英雄傳說系列》等遊戲的配樂。1999年，為當時同在日本Falcom工作的合約CG畫師新海誠之自主動畫《她與她的貓》擔任音樂製作。
2002年，退出 日本Falcom 公司並加入遊戲公司minori，亦有繼續為新海誠的動畫製作配樂。
主要以弦乐為基本旋律構築優美的曲子。
高中時就認識的後輩松江名俊後來成為漫畫家，現在會提供樂曲給松江名俊私人使用。
鋼琴是自学的，當時對於音樂理論與作曲理論其實並不了解。
2019年10月15日，加入 CoMix Wave Films. 

## 主要作品

### 電視動畫
- ef - a tale of memories.（2007年 minori/「ef」製作委員會）
- ef - a tale of melodies.（2008年 minori/「ef2」製作委員會）
- 猫的集会
- 只有神知道的世界
- 徒然喜歡你
- 时光代理人（中国）

### 劇場版動畫
- 她與她的貓（1999年）
- 星之聲（2001年 Comix Wave）
- 雲之彼端，約定的地方（2004年 Comix Wave）
- 秒速五厘米（2007年 Comix Wave）
- 追逐繁星的孩子（2011年 Comix Wave）

### 遊戲

#### 日本 Falcom
请注意，由于Falcom Sound Team jdk信息公开限制，以下有关日本Falcom的内容不可避免地会有所缺漏
- Brandish撼天神塔系列
  - Brandish（1991年）
  - Brandish 2（1993年）
  - Brandish 3（1994年）
  - Brandish VT（1996年）
  - Brandish 4（1998年）
- LORD MONARCH（1991年）
- Popful Mail 美少女劍士梅兒（1991年）
- 英雄傳說2（1992年）
- Ys 伊蘇系列
  - Ys IV（1993年）
  - Ys V（1995年）
  - Ys IE（1998年）
  - Ys IIE（2000年）
  - Ys I.II完全版（2001年）
- 風之傳說XANADU 系列
  - 風之傳說XANADU（1994年）
  - 風之傳說XANADU II（1995年）
- 英雄傳說 卡卡布三部曲
  - 英雄傳說3：白髮魔女（1994年、1999年）
  - 英雄傳說4：朱紅的淚（1996年、2000年）
  - 英雄傳說5：海之檻歌（1999年）
- XANADU 雷諾尼都紀事（1995年）
- Sorcerian 魔域傳說系列
- Zwei!! 奇幻仙境（双星物语 2001年）

#### 其他
- みずのかけら -once summer of islet-（2001年 io）
- てんしのかけら -the lost article of memory-（2003年 io）
- はるのあしおと -Deliver Spring to your heart-（中譯：春天的足音）（2004年 minori）
- ef - a fairy tale of the two.（2006年、2008年 minori）
- eden*（2009年 minori）
- 夏空的英仙座（2012年 minori）

## 關聯條目
- 新海誠
- 松冈博文 (已逝同事)

## 外部連結
- （日語） 電奏楽団（页面存档备份，存于），天門的官方網站。
- （日語） 電奏楽団　天門ぶろぐ（页面存档备份，存于），天門的網誌。
- 天門的X（前Twitter）